# Cima di Gagnone
Cima di Gagnone är en bergstopp i Schweiz.   Den ligger i distriktet Locarno och kantonen Ticino, i den sydöstra delen av landet, 130 km sydost om huvudstaden Bern. Toppen på Cima di Gagnone är 2 518 meter över havet, eller 418 meter över den omgivande terrängen. Bredden vid basen är 5,6 km.
Terrängen runt Cima di Gagnone är huvudsakligen mycket bergig. Närmaste större samhälle är Biasca, 10,1 km öster om Cima di Gagnone. 
I omgivningarna runt Cima di Gagnone växer i huvudsak blandskog. Runt Cima di Gagnone är det glesbefolkat, med 12 invånare per kvadratkilometer.